# Stora Torpetjärnen
Stora Torpetjärnen är en sjö i Bengtsfors kommun i Dalsland och ingår i Göta älvs huvudavrinningsområde. Sjön har en area på 0,17 kvadratkilometer och ligger 123,8 meter över havet.

## Delavrinningsområde
Stora Torpetjärnen ingår i det delavrinningsområde (656821-129180) som SMHI kallar för Mynnar i Västra Silen. Medelhöjden är 147 meter över havet och ytan är 3,84 kvadratkilometer. Det finns inga avrinningsområden uppströms utan avrinningsområdet är högsta punkten. Vattendraget som avvattnar avrinningsområdet har biflödesordning 4, vilket innebär att vattnet flödar genom totalt 4 vattendrag innan det når havet efter 225 kilometer. Avrinningsområdet består mestadels av skog (95 procent). Avrinningsområdet har 0,17 kvadratkilometer vattenytor vilket ger det en sjöprocent på 4,5 procent.